# 马伦哥桥
马伦哥桥（Pont Marengo）跨越米迪运河，连接卡尔卡松与当地的火车站，非常繁忙，也是受欢迎的旅游景点。

### 歷史
桥上的牌匾说明它建于1800年。该桥得名于1800年的马伦哥战役，拿破仑在此役中击败奥地利人。距此不远，铁路线穿过运河，有一个小牌匾和花园，纪念被纳粹处决的反法西斯游击队员。

### 位置
馬倫戈橋（Pont Marengo）是米迪運河（Canal du Midi）上的一個小水道，介於卡爾卡松盆地（0.12公里，西1鎖）和特雷貝斯（12.34公里，東6鎖）之間。

43°13′3″N 2°21′7″E / 43.21750°N 2.35194°E